# ジャン・ラクチュール
ジャン・ラクチュール（Jean Lacouture、1921年6月9日 - 2015年7月16日）は、フランスの作家、ジャーナリスト。
『ル・モンド』紙など左派の新聞の記者としてベトナムのホー・チ・ミン、カンボジアのシハヌーク、エジプトのナセル、ソ連のフルシチョフ、米国のキッシンジャー、ロバート・ケネディなど20世紀を代表する政治家に取材し、時事問題に関する著書を発表する一方、1970年代中頃からド・ゴール、アンドレ・マルロー、レオン・ブルム、ミッテランなどの伝記を執筆し、ジャーナリズムからもアカデミズム（歴史学、政治学）からも一定の距離を置く伝記作家としての地位を確立した。終戦直後から脱植民地化のために活動し、政治・歴史に関する約70冊の著書を発表。こうした功績により、レジオンドヌール勲章グラントフィシエ章をはじめとする多くの栄誉を与えられた。

## 生涯

### 背景
1921年6月9日、ジャン・マリー・ジェラール・ラクチュールとして南西部のボルドー（ジロンド県）のカトリック・ブルジョワ家庭に生まれた。父ジョゼフ・ラクチュールは外科医であった。
イエズス会が運営する地元のリセ・サン＝ジョゼフ・ド・ティボリ（現Ensemble scolaire Saint-Joseph-de-Tivoli）で中等教育を修了した後、1939年11月に外交官を目指してパリ政治学院に入学。学位取得後に地元に戻り、1942年にボルドー大学文学・法学部に学んだ。

### 対独抗戦から第一次インドシナ戦争
ロンドンに亡命したシャルル・ド・ゴールが1940年6月18日に対独抗戦を呼びかけると、ラクチュールの両親はこれを熱心に支持したが、彼自身はドイツでの強制労働（STO）を逃れるために農家に隠れるなどして、マキに参加したのはノルマンディー上陸作戦（1944年6月6日）の2か月前の1944年4月のことであった。1944年9月にパリ地域でフィリップ・ルクレール将軍が率いる自由フランス軍第2機甲師団の部隊に配属され、部隊がドイツに進軍していた1945年5月8日、ドイツの降伏を知った。
欧州戦の終結後にルクレール将軍が今度はフランス領インドシナを日本軍から解放するために極東への遠征軍を結成すると、ラクチュールはこれに志願したが、従軍記者に任命され、現地でルクレール師団の機関紙『カラヴェル』（「キャラベル船」の意）を刊行することになった。
ラクチュールがマルセイユを発って長い船旅の後サイゴンに着いたのは、日本が降伏文書に調印し（1945年9月2日）、ホー・チ・ミンが率いるベトミンがベトナム民主共和国の樹立を宣言した後のことであった。彼はフランス軍を「解放軍」と呼んだが、そうではなかった。フランス軍内部で独立勢力に対する対応について意見の対立が生じ、ラクチュールは『カラヴェル』紙の刊行を続けながらも、フランス極東学院の東洋学者ポール・ミュスの助言により、独立して市民向けの反戦新聞『パリ・サイゴン』を創刊した。この新聞はベトナム民族主義者との対話の場となり、ラクチュールはハノイでホー・チ・ミンと彼の側近で軍事戦術家のヴォー・グエン・ザップに会う機会を得た。
1946年3月6日、フランスはハノイ暫定協定の締結により、フランス連合の一員としてベトナム共和国の独立を認めたが、4月13日の軍事協定によりさらに兵力を配置し、12月19日、第一次インドシナ戦争が勃発。ラクチュールはベトナム滞在14か月にして本土に帰還することになった。

### フランス保護領モロッコ
1947年に、ルクレールの側近ジョルジュ・ビュイの勧めで、フランス保護領モロッコの仏当局報道部（在ラバト）に勤務することになった。彼はラバトでフランス領アルジェリア生まれの社会学者・東洋学者のジャック・ベルク（後にコレージュ・ド・フランスの教授、地理学者オギュスタン・ベルクの父）に出会った。ジャック・ベルクは1953年にモロッコ独立運動を率いたムハンマド5世がマダガスカルへの強制亡命を命じられたときに、これに激しく抗議し、仏当局に煙たがられた人物であり、以後、ラクチュールは彼と長年にわたって親交を結ぶことになるが、現場の情勢を知るにつれ、「陣営を間違えた」と感じるようになった彼は、2年後の1949年に後の妻シモンヌ・ミオラン（Simonne Miollan）を連れて帰国した。シモンヌは現地フランス労働総同盟の組合員でフランス通信社の編集長であった。渡仏後、ラクチュールとともに多くの著書を発表し、反植民地運動においても共に闘った。2011年に妻シモンヌに先立たれたラクチュールは、「私は信じられないほど幸運だった。私の戦艦の舵取りをしたのがシモンヌだった。彼女は私の提督だった」、人生で最大の成功は「妻と人生を共にしたこと」と語っている（彼は2015年、妻の命日の7月16日に死去した）。

### ジャーナリズム
パリに戻ったラクチュールはジャーナリストとして本格的な活動を開始した。最初は第二次大戦中に対独レジスタンス組織「コンバの機関紙として地下出版された『コンバ』紙の記者として活躍した。次いで、同じく対独レジスタンス組織「フランス防衛」の同名の機関紙の後続紙として1944年に創刊された『フランス＝ソワール』、さらに実業家クロード・ペルドリエルと作家・ジャーナリストのジャン・ダニエルによって1964年に創刊された『ヌーヴェル・オプセルヴァトゥール』紙などの左派の重要な新聞の記者として活躍した。
だが最も重要な活動の舞台は、1944年にユベール・ブーヴ＝メリーが創刊した『ル・モンド』紙であり、ラクチュールは夕刊の記者の後、1957年から1975年までの長きにわたって同紙の海外県部門の編集長を務め、アルジェリア戦争、チュニジアやモロッコの危機、インドシナ戦争、エジプトの政治情勢などを取材した。一方で、ラグビーや闘牛に関する記事も多数執筆し、これらは著書として刊行された（著書参照）。

### アカデミズム
1966年に米国ハーバード大学の国際関係論の研究者として「権力の人格化」に関する博士論文を提出し、1969年に『4人の男たちとその人民 - 超権力と低開発』としてスイユ社から刊行された。
博士号取得後、1966年から1972年までパリ政治学院で教え、1969年に左派の知識人によって実験大学センターとして創設されたヴァンセンヌ大学で同年から1971年まで教鞭を執った。

### ジャーナリストから伝記作家へ
ラクチュールはソ連のフルシチョフから米国のキッシンジャー、カンボジアのシハヌークから米国のロバート・ケネディ、エジプトのナセルまで多くの著名な政治家に取材し、記事だけでなく著書も発表した（シアヌークとの対談『北京からみたインドシナ』、伝記『ナセル』など）。一方で、左派のジャーナリストとして主に社会主義国やフランスの植民地で急速に変化する戦後の情勢、不透明な情勢を取材した彼は、ときに判断を誤ることもあった。特にアルジェリア民族解放戦線内部の対立を過小評価したこと、文化大革命やクメール・ルージュに間違った期待を抱いたことであり、カンボジア情勢については誤りを認めて1978年に『カンボジア人民よ、生き延びよ！』を著し、さらに、ジャーナリストとしての活動を振り返って『インクの血』を発表した（著書参照）。
ラクチュールはエジプト、モロッコ、インドシナ、ベトナムの情勢や現役の政治家に関する著書（伝記）を発表した後、1970年代中頃から時事問題から離れ、『アンドレ・マルロー』（1973年、現代の政治・歴史に関する著書に与えられる今日賞受賞）、『レオン・ブルム』、『フランソワ・モーリアック』、『ピエール・マンデス＝フランス』、代表作の『ド・ゴール』などの伝記を発表し始めた（著書参照）。ジャーナリストから伝記作家への転身であり、むしろ詳細な注釈を付した歴史学的な記述を試みている。これは、たとえば、『アンドレ・マルロー』の謝辞にジャック・ジュイヤール、ミシェル・ヴィノック、ピエール・ノラらの名前が挙がっていることからも明らかであるが、これは主にアナール学派の影響で、ジャーナリズムとアカデミズムの境界がしばしば曖昧になったことが背景にある。たとえば、歴史学者のアニー・クリージェルやピエール・ショーニュは『フィガロ』紙、フランソワ・フュレ、ドニ・リシェ、ジャック・ジュイヤールは『ヌーヴェル・オプセルヴァトゥール』紙に歴史・政治に関する記事を寄稿し、ジャン・ボトレル、フランツ＝オリヴィエ・ジズベール、カトリーヌ・ネイらのジャーナリストが歴史書、主に20世紀の政治家の伝記を書くようになった。こうした動向についてラクチュールは、「ジャーナリストがにわか仕込みの知識で歴史学者の役割を担うのはもう珍しいことではないが、フランソワ・フュレやジャック・ジュイヤールのような正真正銘の歴史学者がこれほど熱心かつ継続的にジャーナリズムに関わるのはかつてないことだ」と書いている。
彼はジャック・ル・ゴフとピエール・ノラを中心とするアナール学派の第三世代による史学史の研究「新しい歴史学」（流派、雑誌）に参加し、ミシェル・ヴォヴェル、クシシトフ・ポミアン、アンドレ・ビュルギエール、フィリップ・アリエス、ギィ・ボワ、ジャン＝クロード・シュミットらの歴史学者と共に活動し、ジャーナリズムから離れると同時に、アカデミズムからも距離を置きながら、伝記作家という立場を確立していった。
さらに、こうした活動の一環として、スイユ社の現代史・時事問題の叢書「リストワール・イメディアット（L’Histoire immédiate、直近の歴史・差し迫った問題）」を1961年に創刊。一般書としても専門書としても好評を博すことになった。また、ミシェル・ヴィノックとスーフィズム（イスラム神秘主義）専門の哲学者ミシェル・ショドキーウィチ（Michel Chodkiewicz）が1978年に創刊し、同じスイユ社の子会社が刊行する歴史雑誌『リストワール（歴史）』誌の編集委員を務め、社会党議員のアラン・ルーセが1990年にペサック国際歴史映画祭を創設した際には、ヴィノックとともにこれに参加した。

## 評価・影響
2015年7月16日にルシヨン（ヴォクリューズ県）で死去、享年94歳。ルシヨン墓地に埋葬された。
フランソワ・オランド大統領は「フランスの歴史が作られるのと同時にこれを書いた、情熱的で独立心が強く、勇敢な男であった」と称えた。マニュエル・ヴァルス首相は、「彼が書いた伝記と同様に豊かな人生を送った偉大な作家として、左派にとってもフランスにとっても、今後も非常に偉大な良心であり続ける」と語り、フルール・ペルラン文化相は、「物議を醸すこともあったが、常に辛辣な特派員、優れた記者、論説委員であった」と評した。
ラクチュールは、最も敬愛する歴史上の人物はモンテーニュ、作家はスタンダールとジュリアン・グラック、詩人はギヨーム・アポリネールを挙げている。

## 栄誉
- ボルドー市文学大賞（1974年）[13]
- 『アンドレ・マルロー - 今世紀におけるある人生』で現代の政治・歴史に関する著書に与えられる今日賞（1976年）
- 『レオン・ブルム』でフランス語による歴史・文学研究に与えられるピエール・ラフュ財団（フランス語版）賞（1978年）
- 『フランソワ・モーリアック』で第1回ゴンクール伝記賞（1980年）
- 『ド・ゴール』で元老院によって政治・歴史に関する著書に与えられる大使賞（フランス語版）（1986年）
- 全作品に対してアカデミー・フランセーズのゴベール大賞（フランス語版）（2003年）[14]
- 戦後の脱植民地化のための活動および政治・歴史に関する約70冊の著書に対してレジオンドヌール勲章グラントフィシエ章（2013年10月）[15]
- 芸術文化勲章コマンドゥール章[13]

## 著書
- L'Égypte en mouvement (動いているエジプト), Éditions du Seuil, 1956 - シモンヌ・ラクチュール（Simonne Lacouture）共著
- Le Maroc à l'épreuve (試練に晒されるモロッコ), Éditions du Seuil, 1958 -  - シモンヌ・ラクチュール共著
- La Fin d'une guerre. Indochine 1954 (ある戦争の終わり - インドシナ 1954), 1960, (新版) 1969 - フィリップ・ドヴィレール（フランス語版）共著
- Cinq hommes et la France (5人の男たちとフランス), Éditions du Seuil, 1961 - ホー・チ・ミン（ベトナム）、ハビーブ・ブルギーバ（チュニジア）、ムハンマド5世（モロッコ）、フェルハト・アッバース（フランス語版）（アルジェリア）、セク・トゥーレ（ギニア）の5人の伝記
- Le Poids du Tiers-Monde (第三世界の重み), Éditions Arthaud, 1962 - ジャン・ボーミエ（フランス語版）共著
- De Gaulle, Éditions du Seuil, 1965, (新版) 1971
  - 『ドゴール』持田坦訳、河出書房新社、1972年
- Le Viêt Nam entre deux paix (二つの平和の間のベトナム), Éditions du Seuil, 1965
- Hô Chi Minh, Éditions du Seuil, 1967, (新版) 1976
  - 『ベトナムの星 - ホー・チ・ミンと指導者たち』吉田康彦・伴野文夫訳、サイマル出版会（サイマル双書）1968年
- Israël et les Arabes, le troisième combat, Éditions du Seuil, Collection « L’Histoire immédiate », 1967 - ジャン＝フランシス・エルド（フランス語版）、シモンヌ・ラクチュール、エリック・ルーロー（フランス語版）共著
  - 『ユダヤ人とアラブ人 - 昨日・今日・明日』早良哲夫訳、サイマル出版会、1979年
- Quatre Hommes et leurs peuples. Sur-pouvoir et sous-développement (4人の男たちとその人民 - 超権力と低開発), Éditions du Seuil, 1969・・・博士論文
- Viêt Nam, de la guerre française à la guerre américaine (ベトナム - フランスの戦争からアメリカの戦争へ), Éditions du Seuil, Collection « Esprit / Frontière ouverte », 1969 - フィリップ・ドヴィレール共著
- Nasser (ナセル), Éditions du Seuil, 1971
- L'Indochine vue de Pékin. Entretiens avec Jean Lacouture, Éditions du Seuil, 1972
  - 『北京からみたインドシナ - シアヌークは語る』ノロドム・シアヌーク共著（対談）友田錫訳、サイマル出版会、1972年 - ノロドム・シアヌークとの対談
- Un sang d'encre. Conversations avec Claude Glayman (インクの血 - クロード・グレイマンとの対話), Stock-Seuil, 1974
- Les Émirats mirages (蜃気楼の首長国), Éditions du Seuil, 1975 - ガブリエル・ダルドー（Gabriel Dardaud）、シモンヌ・ラクチュール共著
- Viêt Nam, voyage à travers une victoire (ベトナム - ある勝利を巡る旅), Éditions du Seuil, 1976 - シモンヌ・ラクチュール共著
- André Malraux, une vie dans le siècle (アンドレ・マルロー - 今世紀におけるある人生), Éditions du Seuil, 1973 ; Collection « Points Histoire », 1976 - 今日賞

- Grand Chelem (グランドスラム), Éditions Denoël, 1977 - ジャン・コルミエ（フランス語版）、ジャン・ドゥニ（Jean Denis）、ジョルジュ・デュタン（Georges Duthen）、ドゥニ・ラランヌ（フランス語版）、ジャン＝ジャック・シムレール（Jean-Jacques Simmler）、ジャン・デスクロー（フランス語版）共著
- Léon Blum (レオン・ブルム), Éditions du Seuil, 1977 ; Collection « Points Histoire », 1979 - ピエール・ラフュ財団賞
- Survive le peuple cambodgien ! (カンボジア人民よ、生き延びよ！), Éditions du Seuil, 1978
- Le rugby, c'est un monde (ラグビーはひとつの世界だ), Éditions du Seuil, 1979
- Signes du Taureau (闘牛の身振り), Julliard, 1979
- François Mauriac (フランソワ・モーリアック) (全2巻), Éditions du Seuil, 1980 ; Collection « Points essais », 1990 - 1980年、第1回ゴンクール伝記賞
- Julie de Lespinasse, mourir d'amour (ジュリー・ド・レスピナス - 愛に死ぬ), Ramsay, 1980 ; Éditions Complexe, 2006 - マリー＝クリスティーヌ・ダラゴン（Marie-Christine d'Aragon）共著
- Pierre Mendès France (ピエール・マンデス＝フランス), Éditions du Seuil, 1981 et 2003
- Le Piéton de Bordeaux (ボルドーを歩く人), ACE Éditeur, 1981
- En passant par la France, Journal de voyage (フランスを通り抜けて - 紀行), Éditions du Seuil, Collection « L'Histoire immédiate », 1982 - シモンヌ・ラクチュール共著
- Profils perdus, 53 portraits contemporains (失われたプロファイル - 現代人53人の肖像), A.M. Métailié, 1983
- De Gaulle (全3巻) - 1 : Le Rebelle (1890-1944), 2 : Le Politique (1944-1959), 3 : Le Souverain (1959-1970), Éditions du Seuil, 1984, 1985 et 1986. Collection « Points Histoire », 1990.
- Algérie 1962, la guerre est finie (アルジェリア 1962年 - 戦争は終わった), Éditions Complexe, 1985 et 2002

- De Gaulle ou l'éternel défi. Cinquante-six témoignages (ド・ゴール、もしくは永遠の挑戦 - 56の証言), Éditions du Seuil, 1988 - ロラン・メール（Roland Mehl）共著
- Corridas. Détails de passion (闘牛 - 情熱の細部), Éditions Aubier-Montaigne, 1988 - ロベール・リッチ（Robert Ricci）共著
- Champollion. Une vie de lumières, Éditions Grasset, 1989
  - 『シャンポリオン伝』（全2巻）矢島文夫・岩川亮・江原聡子共訳、河出書房新社、2004年、2005年
- In Our Time. The World as Seen by Magnum Photographers - ウィリアム・マンチェスター（英語版）、フレッド・リッチン（英語版）共著
  - 『IN OUR TIME - 写真集 マグナムの40年』鈴木主税訳、文藝春秋、1990年
- Jésuites (イエズス会士) (全2巻) - 1 : Les Conquérants, 1991 ; 2 : Les Revenants, 1992, Éditions du Seuil
- Le Citoyen Mendès France (市民マンデス・フランス), Éditions du Seuil, Collection « L’Histoire immédiate », 1992 - ジャン・ダニエル（フランス語版）共著
- Le Désempire, Figures et thèmes de l'anticolonialisme (ル・デザンピール - 反植民地主義の人物とテーマ), Denoël, Collection « Destins croisés », 1993 - ドミニク・シャニョロー（フランス語版）共著
- Voyous et gentlemen, une histoire du rugby (与太者と紳士 - ラグビーの歴史), Éditions Gallimard, Collection « Découvertes Gallimard / Culture et société », 1993

- Une adolescence du siècle, Jacques Rivière et la nrf (今世紀の青春 - ジャック・リヴィエールとnrf), Éditions Gallimard, Collection « Folio », 1994
- Le Grand Théâtre de Bordeaux ou L'opéra des vendanges (ボルドー大劇場、もしくは葡萄の収穫のオペラ), Caisse nationale des monuments historiques et des sites, Collection « Monuments en parole », 1994
- Mes héros et nos monstres, ou Le Temps des démiurges (私の英雄と我々の怪物、もしくはデミウルゴスの時代), Éditions du Seuil, 1995 - ナポレオンからビスマルクまでロマン主義の19世紀
- Montaigne à cheval (馬上のモンテーニュ), Éditions du Seuil, Collection « Points », 1996
- L’Histoire de France en 100 tableaux (100枚の絵画で見るフランス史), Éditions Hazan, 1996
- François Mitterrand, une histoire de Français (フランソワ・ミッテラン - あるフランス史) (全2巻), Éditions du Seuil, 1998
- Greta Garbo, La Dame aux caméras (グレタ・ガルボ - カメラの婦人), Liana Levi / Seuil, 1999
- John F. Kennedy (ジョン・F・ケネディ), Nathan, 2000
- Germaine Tillion, La traversée du mal (悪の道筋), Arléa, 2000 - ジェルメーヌ・ティヨンとの対談、ジュヌヴィエーヴ・ド・ゴール＝アントニオーズの序文
- Le Témoignage est un combat. Une biographie de Germaine Tillion (証言は闘い - ジェルメーヌ・ティヨン伝), Le Grand livre du mois, 2000

- Le Roman du pouvoir : Mitterrand raconté par… (権力の物語 - ミッテラン), Éditions du Seuil, 2000 - パトリック・ロトマン（フランス語版）共編
- Voyage dans le demi-siècle (半世紀の旅), Éditions Complexe, 2001 - ジェラール・シャリアン（フランス語版）共著（対談）、アンドレ・ヴェルサイユ（フランス語版）（対談）
- La Raison de l'autre, sur Montaigne, Montesquieu, Mauriac (他者の理性 - モンテーニュ、モンテスキュー、モーリアックについて), Éditions Confluences, 2002
- De Gaulle raconté à Benjamin. Éloge de la politique ? (バンジャマンに語るド・ゴール - 政治礼讃か), Indigène Éditions, 2002
- Montesquieu, Les Vendanges de la liberté (モンテスキュー - 自由の収穫), Éditions du Seuil, 2003
- Stendhal, le bonheur vagabond (スタンダール - 放浪者の幸福), Éditions du Seuil, 2004
- Une vie de rencontres (出会いの人生), Éditions du Seuil, 2005
- Éloge du secret (秘密礼讃), Éditions Labor, 2005 - ユーグ・ル・ページュ（Hugues Le Paige）共著
- Alexandre Dumas à la conquête de Paris (アレクサンドル・デュマのパリ征服), Éditions Complexe, 2005
- Paroles de Présidents (歴代大統領の言葉), Éditions Dalloz, 2006
- Lois et mœurs du rugby (ラグビーの掟と風紀), Éditions Dalloz 2007
- Album Montaigne (アルバム・モンテーニュ), Éditions Gallimard, Collection « Album de la Pléiade », 2007

- Le Monde est mon métier. Le journaliste, les pouvoirs et la vérité (世界は私の仕事 - ジャーナリスト、権力、真実), Éditions Grasset, 2007 - ベルナール・ゲッタ（フランス語版）共著
- L'Algérie algérienne : fin d'un empire, naissance d'une nation (アルジェリアのアルジェリア - 帝国の終焉、国家の誕生), Éditions Gallimard, 2008
- Malraux : itinéraire d'un destin flamboyant (マルロー - 輝く運命の道程), André Versaille Éditeur, 2008 - カラン・ミュレール（フランス語版）との対談
- Jean Lacouture ou Le goût des autres (ジャン・ラクチュール、もしくは他者の味わい), Éditions Confluences, 2009 - ジルベール・バラヴィワーヌ、ニコル・バラヴィワーヌ（Gilbert et Nicole Balavoine）との対談
- Nos Orients. Le rêve et les conflits (我々の東洋 - 夢と葛藤), Éditions du Rocher, 2009 - アフメド・ユセフ（Ahmed Youssef）との対談
- Les impatients de l'histoire. Grands journalistes français de Théophraste Renaudot à Jean Daniel (歴史が待ち切れない人々 - テオフラスト・ルノードー（フランス語版）からジャン・ダニエルまでのフランスの偉大なジャーナリスト), Éditions Grasset, 2009
- Sont-ils morts pour rien? : Un demi-siècle d'assassinats politiques (彼らは犬死したのか - 暗殺の半世紀), Éditions du Seuil, Collection « L’Histoire immédiate », 2010 - ジャン＝クロード・ギユボー（フランス語版）共著
- Paul Flamand, éditeur, la grande aventure des Éditions du Seuil (出版人ポール・フラマン（フランス語版） - スイユ出版社の大冒険), Les Arènes, 2010
- Carmen. La révoltée (カルメン - 反逆者), Éditions du Seuil, 2011
- Le Tour du monde en 80 ans (80年間世界一周), Éditions France-Empire, 2012 - ステファーヌ・ル・バイユ（フランス語版）との対談